# Erioptera (Mesocyphona) invariegata
Erioptera (Mesocyphona) invariegata is een tweevleugelige uit de familie steltmuggen (Limoniidae). De soort komt voor in het Neotropisch gebied.